# Pippa Goldschmidt
Pippa Goldschmidt (Londen, …) is een Brits-Duits fictie-schrijver en astrofysicus.

## Biografie
Pippa Goldschmidt stamt uit een Duits-joodse familie; haar grootvader woonde in Offenbach en vluchtte in 1936 vanuit het Derde Rijk naar Engeland. Pippa Goldschmidt groeide op in Londen.

### Studie en werkzaamheden
Zij studeerde natuurkunde aan de Universiteit van Leeds met een specialisatie in astronomie. In 1998 promoveerde Goldschmidt in de astrofysica aan de Universiteit van Edinburgh, op basis van een dissertatie over quasars.
Daarna werkte zij achtereenvolgens voor de Queen Mary University of London en het Imperial College in Londen. Ook heeft Goldschmidt gewerkt voor het Britse Nationale Ruimtevaartcentrum en het Britse Departement voor Handel en Industrie, in dienst van de Schotse Regering. Daarnaast was zij actief op het gebied van duurzame energie, voor Marine Scotland.

### Switch naar literatuur
In 2008 behaalde zij een Master of Litterature in Creatief Schrijven aan de Universiteit van Glasgow en richtte zich sindsdien op het schrijven van literaire fictie. In 2013 debuteerde Goldschmidt met de roman The Falling Sky, waarin een jonge astronoom bewijsmateriaal vindt dat de big bang theorie tegenspreekt, waardoor zij haar eigen grip op de realiteit verliest. Haar verhalenbundel The Need for Better Regulation of Outer Space uit 2015 handelt over allerlei episodes uit de geschiedenis van de wetenschap. I Am Because You Are is een verhalenbundel met als thema relativiteit; Goldschmidt redigeerde deze bundel in 2015 samen met Tania Hershman. De publicatie gold als hommage aan de honderdste verjaardag van Albert Einsteins algemene relativiteitstheorie. Ook haar poëzie tendeert naar wetenschap of vertaalt wetenschappelijke waarneming naar menselijke gevoelens.
Enkele verhalen van Goldschmidt zijn in de media gepubliceerd, zoals ‘The voice-activated lift’ in The Scotsman, als ook in The New York Times. Een van de opmerkelijke onderwerpen waarover zij in 2020 een serie korte verhalen schreef, was veedrijven in Schotland.
Sinds het begin van 2020 woont Goldschmidt in Frankfurt, waar zij zich verdiept in het leven van haar bovengenoemde grootvader. Het contrast tussen haar kennis over objecten van miljarden jaren oud, die zich ver weg in het heelal bevinden, en de lacune in haar kennis van de details omtrent haar Duitse familietak wil ze weergeven in een van haar volgende essays. Een voorproefje hiervan valt te lezen in de bundel A Place They Called Home: Reclaiming Citizenship. Stories of a New Jewish Return to Germany.

## Prijzen en erkenning
- Scottish Book Trust, New Writers Award (2012)[21]
- The Falling Sky stond op de shortlist voor de Dundee International Book Prize (2012)[22][23]
- Suffrage Science Award (2016)[24]

## Werken
- The Falling Sky. Freight Books, Glasgow (2013) ISBN 9781908754141
- The Need for Better Regulation of Outer Space. Freight Books, Glasgow (2015) ISBN 9781910449127
- I Am Because You Are. Freight Books, Glasgow (2015) ISBN 9781910449264

- Gemeinsame Normdatei: 1171447264
- International Standard Name Identifier: 0000 0004 4744 9219
- Library of Congress Control Number: nb2015006120
- Virtual International Authority File: 315181104
- WorldCat: E39PBJr3tQYKFjbRQ7F7cwCxXd